# Associació Europea de Dones en la Investigació Teològica
L'Associació Europea de Dones en la Investigació Teològica (ESWTR, per les sigles en anglès) és una xarxa d'estudioses de teologia, ciències religioses i àrees afins, a nivell acadèmic, creada el 1986 a Magliaso, Suïssa. L'ESWTR ha estat un fòrum important per al desenvolupament de les teologies feministes europees, té una llarga tradició ecumènica des de la seva fundació i està oberta al diàleg interreligiós. La societat està formada per més de 500 membres de diversos països europeus, incloent Espanya que disposa al voltant de 40 membres. Les sòcies es reuneixen com a mínim cada 2 anys en una conferència dedicada a un tema d'actualitat en teologia feminista. També s'organitzen trobades, amb periodicitat variable, de conferències regionals i nacionals, així com de grups de treball constituïts a partir de diverses línies temàtiques o disciplines acadèmiques afins. L'ESWTR edita una publicació pròpia de periodicitat anual: “L'Anuari de la societat europea de dones en la recerca teològica”, iniciat el 1993 en 3 idiomes: alemany, anglès i francès (des de la conferència de 2008 a Nàpols el francès ha estat substituït pel castellà). Aquesta publicació proporciona informació sobre el desenvolupament de la teologia feminista en els diferents països, així com articles sobre temes d'actualitat teològica enfocats majoritàriament des d'una perspectiva feminista.

## Conferències realitzades
Llista de conferències internacionals, de l'ESWTR realitzades :
- 1987 Autonegació, autoconsciència (Helvoirt, Països Baixos).
- 1989 Imatges de Déu (Arnoldshain, Alemanya).
- 1991 Alliberament de les dones (Bristol, Regne Unit).
- 1993 Identitat pronunciada: dones i tradicions religioses a Europa (Lovaina, Bèlgica).
- 1995 Una casa comuna (Höör, Suècia).
- 1997 Fonts de la teologia feminista (Kolympari, Grècia).
- 1999 Temps - Utopia - Escatologia (Hofgeismar, Alemanya).
- 2001 Alliberament al final? Per fi l'alliberament!. Teoria feminista, teologia feminista implicacions polítiques (Salzburg, Àustria).
- 2003 Textos sagrats: autoritat i llenguatge (Soesterberg, Països Baixos).
- 2005 Construint ponts a l'Europa plural. Fonts, tradicions, contextos i identitats (Budapest, Hongria).
- 2006 Congrés internacional per a la celebració de l'aniversari d'existència de l'ESWTR: Teologia de dones per a dones? Oportunitats i problemes de la retroconexión entre teologia feminista i praxi (Graz, Àustria).
- 2007 Construint comunitats vives (Nàpols, Itàlia).
- 2009 En lluita amb Déu (Winchester, Regne Unit).
- 2011 La teologia feminista: escoltar, entendre i donar resposta en un món plural i secular, (Salamanca, Espanya)
- 2013 Nous horitzons de resistència i visió (Dresden, Alemanya).

- 2015 Conferència internacional de l'ESWTR, l'agost del 2015 a Tessalònica, Grècia.